# ТЕС Хантс-Бей
17°58′18″ пн. ш. 76°48′37″ зх. д. / 17.97167° пн. ш. 76.81028° зх. д.
ТЕС Хантс-Бей – теплова електростанція на Ямайці, у острівній столиці Кінгстоні. 
У 1974-му на майданчику станції ввели в експлуатацію встановлену на роботу у відкритому циклі газову турбіну виробництва John Brown (ліцензійна General Electric) потужністю 21,5 МВт. За два роки почала роботу парова турбіна від компанії General Electric з показником 68,5 МВт. А в 1993-му стала до ладу ще одна газова турбіна з відкритим циклом від General Electric потужністю 32,5 МВт. Як паливо всі вони використовували нафтопродукти.
В 2020-му, після запуску за кілька десятків кілометрів на захід від столиці нового енергоефективного блоку на ТЕС Олд-Гарбор та нової ТЕС Jamalco, на майданчику станції Хантс-Бей вивели з експлуатації парову турбіну. До 2023-го, зі спорудженням нової ЛЕП між цими районами, планується демобілізувати й інше старе обладнання Хантс-Бей. При цьому розглядається можливість запуску тут 40 МВт генеруючих потужностей на природному газі  (у другій половині 2010-х більша частина ямайської електроенергетики була переведена на блакитне паливо, зокрема згадані вище станції Олд-Гарбор та Jamalco використовують ресурс, постачений через ЗПГ-термінал Олд-Гарбор, а ТЕС Bogue живиться від терміналу Ямайка ЗПГ). 